# Симон Аспелин
Симон Аспелин (швед. Simon Aspelin; рођен 11. маја 1974) је бивши професионални тениски дубл играч из Шведске који је окренуо професионални тенис 1998. године. Аспелин је 2007. године био најбоље пласиран у појединачној конкуренцији од када је постао професионални тенисер. Такође је олимпијски вицешампион у игри парова.